# Daniel Brühl
Daniel César Martín Brühl González Domingo (Barcelona, 1978. június 16. –) spanyol-német színész, filmrendező és producer.

## Élete és pályafutása
Már gyerekként is megmutatkozott színészi tehetsége, eleinte hangjátékkal és szinkronizálással foglalkozott. 
A nemzetközi elismertséget a Good bye, Lenin! című film főszerepe hozta el számára 2003-ban. Ezt követően szerepelt A Bourne-ultimátum (2007) és a Becstelen brigantyk (2009) filmekben, majd címszereplője volt a Niki Lauda életéről készített Hajsza a győzelemért (2013) című életrajzi drámának. 2016-ban Zemót formázta meg az Amerika Kapitány: Polgárháború című szuperhősfilmben, melyet a 2021-es A Sólyom és a Tél Katonája minisorozatban is megismételt.

## Filmográfia

### Film
| Év   | Magyar cím                                     | Eredeti cím                                              | Szerep                        | Magyar hang     |
| ---- | ---------------------------------------------- | -------------------------------------------------------- | ----------------------------- | --------------- |
| 1999 | A majmok kastélya                              | Le château des singes                                    | Kom (német hangja)            | Miller Zoltán   |
| 1999 |                                                | Schlaraffenland                                          | Checo                         |                 |
| 2000 | Egy maroknyi fű                                | Eine Hand Voll Gras                                      | Bernd                         |                 |
| 2000 |                                                | Deeply                                                   | Jay                           |                 |
| 2000 |                                                | Studenhotel                                              | ismeretlen szerep             |                 |
| 2000 | Suliból buliba, avagy újabb hangyák a gatyában | Schule                                                   | Markus                        | Pálmai Szabolcs |
| 2001 |                                                | Das Weiße Rauschen                                       | Lukas                         |                 |
| 2001 |                                                | Honolulu                                                 | Marek                         |                 |
| 2001 |                                                | Nichts bereuen                                           | Daniel                        |                 |
| 2002 | Elefántszív                                    | Elefantenherz                                            | Marko                         |                 |
| 2002 |                                                | Vaya con Dios                                            | Arbo                          |                 |
| 2003 | Good bye, Lenin!                               | Good Bye, Lenin!                                         | Alexander Kerner              | Molnár Levente  |
| 2003 |                                                | Die Klasse von '99 - Schule war gestern, Leben ist jetzt | Schnubbi                      |                 |
| 2004 | Szabad szerelem                                | Was nützt die Liebe in Gedanken                          | Paul                          |                 |
| 2004 | Edukators                                      | Die fetten Jahre sind vorbei                             | Jan                           | Markovics Tamás |
| 2004 | Hölgyek levendulában                           | Ladies in Lavender                                       | Andrea Marowski               | Dányi Krisztián |
| 2004 |                                                | Farland                                                  | Frank                         |                 |
| 2004 |                                                | Der letzte Flug '(rövidfilm)                             | Barthel altiszt               |                 |
| 2005 | Fegyverszünet karácsonyra                      | Joyeux Noël                                              | Horstmayer                    | Czvetkó Sándor  |
| 2006 | Rejtélyes szállítmány                          | Cargo                                                    | Chris                         | Hamvas Dániel   |
| 2006 | Verdák                                         | Cars                                                     | Villám McQueen (német hangja) | Tóth Roland     |
| 2006 |                                                | Salvador (Puig Antich)                                   | Salvador Puig Antich          |                 |
| 2006 | Felé-barát                                     | Ein Freund von mir                                       | Karl                          |                 |
| 2007 | 2 nap Párizsban                                | 2 Days in Paris                                          | Lukas                         | Pálmai Szabolcs |
| 2007 | 2 nap Párizsban                                | 2 Days in Paris                                          | Lukas                         | Hamvas Dániel   |
| 2007 | A Bourne-ultimátum                             | The Bourne Ultimatum                                     | Martin Kreutz                 | Stern Dániel    |
| 2008 |                                                | In Tranzit                                               | Klaus                         |                 |
| 2008 |                                                | Un poco de chocolate                                     | Marcos                        |                 |
| 2008 |                                                | Krabat                                                   | Tonda                         |                 |
| 2009 |                                                | John Rabe                                                | Dr. Georg Rosen               |                 |
| 2009 | A grófnő                                       | The Countess                                             | Thurzó István                 | Dányi Krisztián |
| 2009 |                                                | Las madres de Elna                                       | Amaro                         |                 |
| 2009 | Becstelen brigantyk                            | Inglourious Basterds                                     | Fredrick Zoller közlegény     | Király Adrián   |
| 2009 |                                                | Lila, Lila                                               | David Kern                    |                 |
| 2009 |                                                | Dinosaurier                                              | Tobias Hardmann               |                 |
| 2010 | Királyok útja                                  | Kóngavegur 7                                             | Rupert                        |                 |
| 2010 |                                                | Die kommenden Tage                                       | Hans Krämer                   |                 |
| 2011 | Lázadó szellem                                 | Der ganz große Traum                                     | Konrad Koch                   | Horváth Illés   |
| 2011 | Együtt élhetnénk                               | Et si on vivait tous ensemble?                           | Dirk                          | Fehér Tibor     |
| 2011 |                                                | Eva                                                      | Álex Garel                    |                 |
| 2011 | Betolakodók                                    | Intruders                                                | Antonio atya                  | eredeti nyelven |
| 2012 | 2 nap New Yorkban                              | 2 Days in New York                                       | tölgytündér                   |                 |
| 2012 | Havanna, szeretlek!                            | 7 Days in Havana                                         | spanyol üzletember            |                 |
| 2012 |                                                | The Pelayos                                              | Iván Pelayo                   |                 |
| 2013 | Hajsza a győzelemért                           | (Rush                                                    | Niki Lauda                    | Magyar Bálint   |
| 2013 | A WikiLeaks-botrány                            | The Fifth Estate                                         | Daniel Domscheit-Berg         | Hamvas Dániel   |
| 2014 | Az üldözött                                    | A Most Wanted Man                                        | Max                           | Elek Ferenc     |
| 2014 | Angyali szemek                                 | The Face of an Angel                                     | Thomas                        | Szatory Dávid   |
| 2014 | Angyali szemek                                 | The Face of an Angel                                     | Thomas                        | Dányi Krisztián |
| 2015 | Hölgy aranyban                                 | Woman in Gold                                            | Hubertus Czernin              | Fehér Tibor     |
| 2015 | A kolónia                                      | Colonia                                                  | Daniel                        | Molnár Levente  |
| 2015 | Én és Kaminski                                 | Me and Kaminski                                          | Sebastian Zöllner             |                 |
| 2015 | Az ételművész                                  | Burnt                                                    | Tony Balerdi                  | Takátsy Péter   |
| 2016 | Egyedül Berlinben                              | Alone in Berlin                                          | Escherich                     |                 |
| 2016 | Amerika Kapitány: Polgárháború                 | Captain America: Civil War                               | Helmut Zémó                   | Varju Kálmán    |
| 2017 | Menedék                                        | The Zookeeper's Wife                                     | Lutz Heck                     | Zöld Csaba      |
| 2018 |                                                | The Cloverfield Paradox                                  | Ernst Schmidt                 |                 |
| 2018 | 7 vérfagyasztó nap                             | Entebbe                                                  | Wilfried Böse                 | Hamvas Dániel   |
| 2019 | Az én Zoém                                     | My Zoe                                                   | Thomas                        | Haumann Máté    |
| 2021 | Saját lifttel a pokolba                        | Nebenan                                                  | Daniel Weltz                  | Hamvas Dániel   |
| 2021 | King’s Man: A kezdetek                         | The King's Man                                           | Erik Jan Hanussen             | Miller Zoltán   |
| 2022 | Nyugaton a helyzet változatlan                 | Im Westen nichts Neues                                   | Matthias Erzberger            | Rajkai Zoltán   |
| 2023 |                                                | The Movie Teller                                         | Nansen                        |                 |
| 2024 | Verseny a győzelemért                          | Race for Glory: Audi vs. Lancia                          | Roland Gumpert                | Hamvas Dániel   |

### Televízió
| Év        | Magyar cím                 | Eredeti cím                       | Szerep              | Megjegyzések                                              |
| --------- | -------------------------- | --------------------------------- | ------------------- | --------------------------------------------------------- |
| 1995      |                            | Verbotene Liebe                   | Benji Kirchner      | 16 epizód                                                 |
| 1995      |                            | Svens Geheimnis                   | ismeretlen szerep   | tévéfilm                                                  |
| 1996      |                            | Der Pakt - Wenn Kinder töten      | Nikolas Koll        | tévéfilm                                                  |
| 1997      | Három a doktor             | Freunde fürs Leben                | Leander Heiden      | 4 epizód                                                  |
| 1997      | A rendőrség száma 110      | Polizeiruf 110                    | Robert Voigt        | 1 epizód                                                  |
| 1998      |                            | SOKO München                      | Knut                | 1 epizód                                                  |
| 1998–2000 | Tetthely                   | Tatort                            | Achim               | 2 epizód                                                  |
| 1998      |                            | Blutiger Ernst                    | Reinhold Gerwander  | tévéfilm                                                  |
| 1999      |                            | Hin und weg                       | David               | tévéfilm                                                  |
| 1999      | Viharos idők               | Sturmzeit                         | Chris Rathenberg    | 1 epizód                                                  |
| 1999      |                            | Ein mörderischer Plan             | Reini Pfaff         | tévéfilm                                                  |
| 2001      |                            | Eine öffentliche Affäre           | ismeretlen szerep   | tévéfilm                                                  |
| 2014      |                            | The Trip                          | vendég a bárban     | 1 epizód                                                  |
| 2018–2020 | Az elmeorvos               | The Alienist                      | Dr. Laszlo Kreizler | főszereplő (18 epizód)                                    |
| 2021      | A Sólyom és a Tél Katonája | The Falcon and the Winter Soldier | Helmut Zemo         | - minisorozat (5 epizód) - magyar hangja: - Böröndi Bence |
| 2021      | Marvel Studios: Betekintés | Marvel Studios: Assembled         | önmaga              | dokumentumsorozat (1 epizód)                              |
| 2024      |                            | Becoming Karl Lagerfeld           | Karl Lagerfeld      | minisorozat (főszereplő)                                  |
| 2024      | A franchise                | The Franchise                     | Eric                | - visszatérő szerep - magyar hangja: - Hamvas Dániel      |